# Пасим
Па́сим (пол. Pasym, нім. Passenheim) — місто в північно-східній Польщі.
Належить до Щитенського повіту Вармінсько-Мазурського воєводства.

## Демографія
Демографічна структура станом на 31 березня 2011 року:
|          | Загалом | Допрацездатний вік | Працездатний вік | Постпрацездатний вік |
| -------- | ------- | ------------------ | ---------------- | -------------------- |
| Чоловіки | 1234    | 260                | 879              | 95                   |
| Жінки    | 1298    | 240                | 833              | 225                  |
| Разом    | 2532    | 500                | 1712             | 320                  |